# Beatrice Willard Alpine Tundra Research Plots
Les Beatrice Willard Alpine Tundra Research Plots sont des parcelles autrefois utilisées pour ses recherches scientifiques par la botaniste Beatrice Willard dans le comté de Larimer, au Colorado, dans l'ouest des États-Unis. Protégées au sein du parc national de Rocky Mountain, ces parcelles délimitées dans l'alpage des montagnes Rocheuses sont inscrites au Registre national des lieux historiques depuis le 25 octobre 2007.